# Luis García Sanz
Luis Javier García Sanz, más conocido como Luis García (Badalona, Barcelona, España; 24 de junio de 1978) es un exfutbolista español. Se retiró  en 2016 cuando militaba en las filas del equipo australiano  Central Coast Mariners. Actualmente es comentarista deportivo en ESPN.

## Trayectoria
Luis García se formó en las categorías inferiores del Fútbol Club Barcelona, club por el que fichó siendo un niño. Llegó del Sant Gabriel, un club de fútbol de San Adrián de Besós que contaba con una de las escuelas de fútbol más competitivas del país. Pasó por todos los equipos de la cantera del club.

La siguiente temporada es cedido al Club Deportivo Tenerife, coincidiendo con el entrenador Rafael Benítez, donde se convierte en uno de los grandes artífices del ascenso del club insular por encima del Atlético de Madrid a la Primera División de España. Fue el máximo goleador de los chicharreros con 16 tantos, formando una dupla de ataque junto a Mista.
En la temporada 2002/03 el F.C. Barcelona lo traspasó al Atlético de Madrid, aunque con una cláusula de recompra por parte del club catalán. Con el Atlético jugó 30 partidos de liga marcando nueve goles y jugando como falso extremo izquierda, se reveló como uno de los mejores jugadores españoles de la temporada.
El F.C. Barcelona, que no había contado con él anteriormente, pagó entonces seis millones de euros por él y lo recompró, para posibles operaciones, ya que se había revalorizado.
La temporada 2003/04 la jugó por fin en el primer equipo del F.C. Barcelona haciendo una muy buena campaña. Jugó 33 partidos de liga y marcó 6 goles. Pero a final de temporada, y pese a que el entrenador barcelonista contaba con él, Luis García decidió aceptar una oferta del Liverpool FC de Rafael Benítez y pagar su cláusula de rescisión de 9 millones de euros para poder emigrar a la Liga Inglesa. 
Su primera temporada con el Liverpool FC, la 2004/05, no pudo ser mejor: Luis García fue una de las estrellas del equipo que ganó la Liga de Campeones y la Supercopa de Europa.
Luis, con el número 10 en la camiseta, se convirtió en uno de los ídolos de la afición del Liverpool FC, y en uno de los hombres de moda del fútbol inglés. Su fama trascendió incluso los terrenos de juego y se convirtió en uno de los modelos de firmas de ropa como H&M y Umbro.
En la temporada siguiente, la 2005/06, no sólo se afianzó en el once titular del conjunto inglés sino que debutó en la selección nacional de fútbol de España, de la mano del seleccionador Luis Aragonés. El sábado 12 de noviembre de 2005 fue la estrella de la Selección al marcar tres de los cinco goles con que España derrotó a Eslovaquia en el partido de ida de la eliminatoria de repesca para la clasificación al Campeonato del Mundo de fútbol de Alemania 2006.
En enero de 2007, sufrió una rotura de ligamento de rodilla que le aleja del campo para todo la temporada 2006/07. En julio de ese mismo año ficha por el Atlético de Madrid a cambio de la venta de Fernando Torres, pero no pudo cuajar una buena temporada en el equipo colchonero.
La temporada 2009-2010 la juega en el Real Racing Club de Santander.
Ficha por el Panathinaikos FC griego para la siguiente temporada.
En julio de 2011 ficha por el Puebla FC de México, donde utiliza el dorsal 14.
Llega al club acompañado de otros jugadores internacionales como DaMarcus Beasley y Duvier Riascos. Así el Puebla FC enfrenta el torneo mexicano como una de las mejores plantillas.
El 23 de julio debuta en México estrenándose con un penalti a lo Panenka que le dio la victoria a su equipo, el Puebla FC.
En su primera temporada con el Puebla FC se gana un lugar en el once habitual de su equipo, además consigue 7 anotaciones en la temporada regular, ganándose así, la confianza de la afición mexicana. Lamentablemente su equipo no avanza a la "Liguilla" al finalizar en 12° lugar y así disputar el campeonato mexicano.
En el 2012, fue traspasado al Club Universidad Nacional utilizando el dorsal número 14.
Debutó como futbolista del Club Universidad Nacional el 21 de julio contra Atlas de Guadalajara en el Estadio Jalisco, entrando al minuto 57 por Alfonso Nieto en la Jornada 1 de la nueva Liga MX.
En enero de 2014 anuncia su retirada, solo de manera temporal ya que en verano de ese mismo año se confirma que formará parte del Atlético de Kolkata, equipo de Calcuta que participará en la 1.ª edición de la Super League de la India. Será compañero del gallego Borja Fernández, exjugador del Real Madrid, del Deportivo de La Coruña y del Real Valladolid.
En enero de 2016, a los 37 años, después de estar ya retirado, vuelve al fútbol, y ficha por los Central Coast Mariners, equipo de Australia que milita en la primera división.

## Clubes
| Club                   | País       | Año         | Partidos | Goles |
| ---------------------- | ---------- | ----------- | -------- | ----- |
| Barcelona B            | España     | 1997 - 1999 | 78       | 27    |
| Real Valladolid        | España     | 1999 - 2000 | 6        | 0     |
| CD Toledo              | España     | 2000        | 17       | 4     |
| C.D. Tenerife          | España     | 2000 - 2001 | 40       | 16    |
| Real Valladolid        | España     | 2001 - 2002 | 25       | 7     |
| Atlético Madrid        | España     | 2002 - 2003 | 30       | 10    |
| F.C. Barcelona         | España     | 2003 - 2004 | 33       | 5     |
| Liverpool FC           | Inglaterra | 2004 - 2007 | 109      | 30    |
| Atlético Madrid        | España     | 2007 - 2009 | 62       | 4     |
| Racing de Santander    | España     | 2009 - 2010 | 15       | 0     |
| Panathinaikos FC       | Grecia     | 2009 - 2011 | 24       | 3     |
| Puebla FC              | México     | 2011 - 2012 | 33       | 14    |
| Pumas UNAM             | México     | 2012 - 2013 | 45       | 8     |
| Atlético de Kolkata    | India      | 2014        | 13       | 2     |
| Central Coast Mariners | Australia  | 2015 - 2016 | 10       | 2     |

## Palmarés

### Campeonatos nacionales
| Título             | Club                | País       | Año     |
| ------------------ | ------------------- | ---------- | ------- |
| FA Cup             | Liverpool FC        | Inglaterra | 2005-06 |
| Community Shield   | Liverpool FC        | Inglaterra | 2006    |
| Superliga de India | Atlético de Kolkata | India      | 2014    |

### Copas internacionales
| Título              | Club               | Sede     | Año     |
| ------------------- | ------------------ | -------- | ------- |
| Liga de Campeones   | Liverpool FC       | Estambul | 2004-05 |
| Supercopa de Europa | Liverpool FC       | Mónaco   | 2005    |
| Copa Intertoto      | Atlético de Madrid | España   | 2007    |